# Davide Rivalta

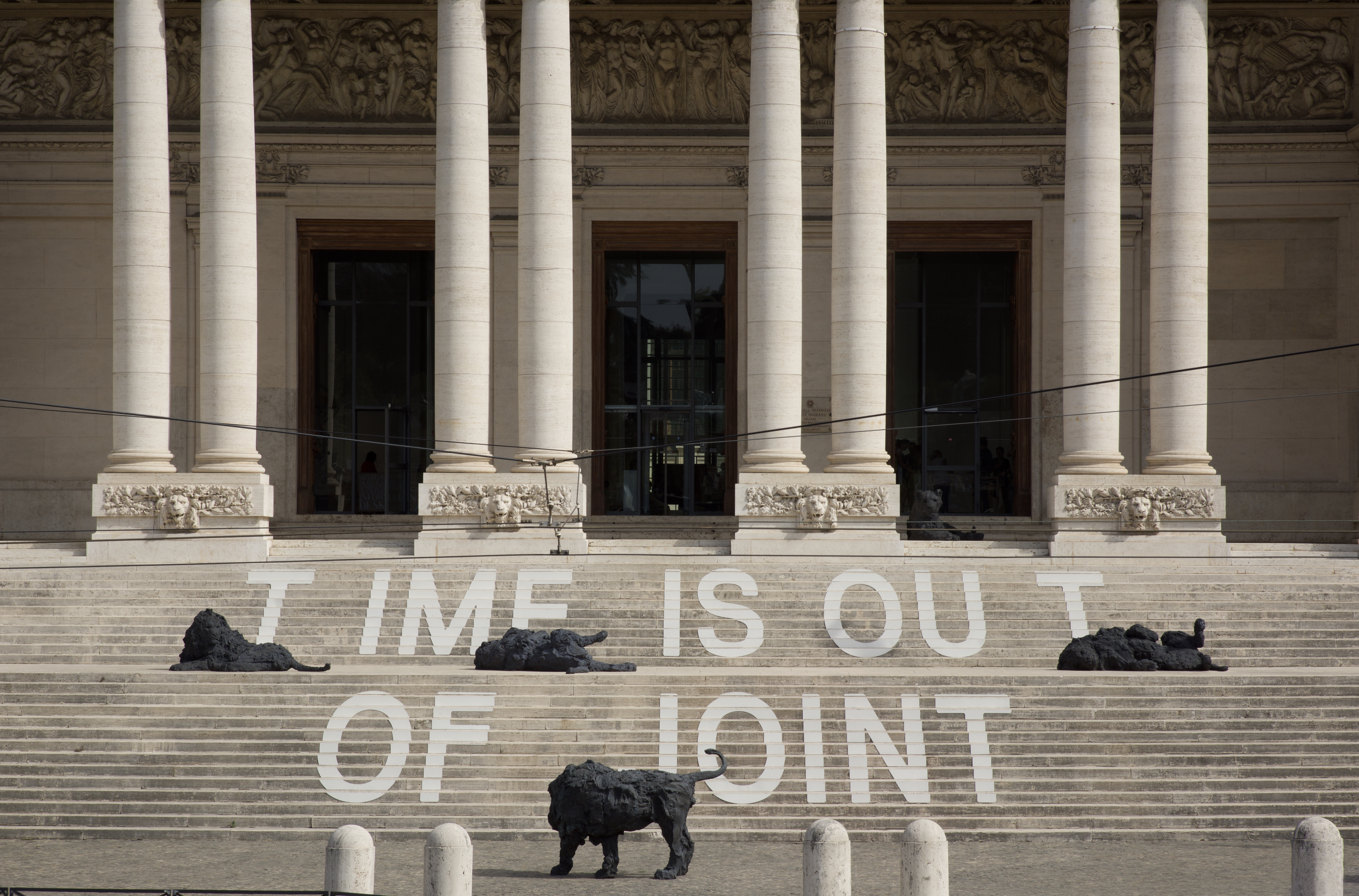
Leoni, bronzo, La Galleria Nazionale, 2017

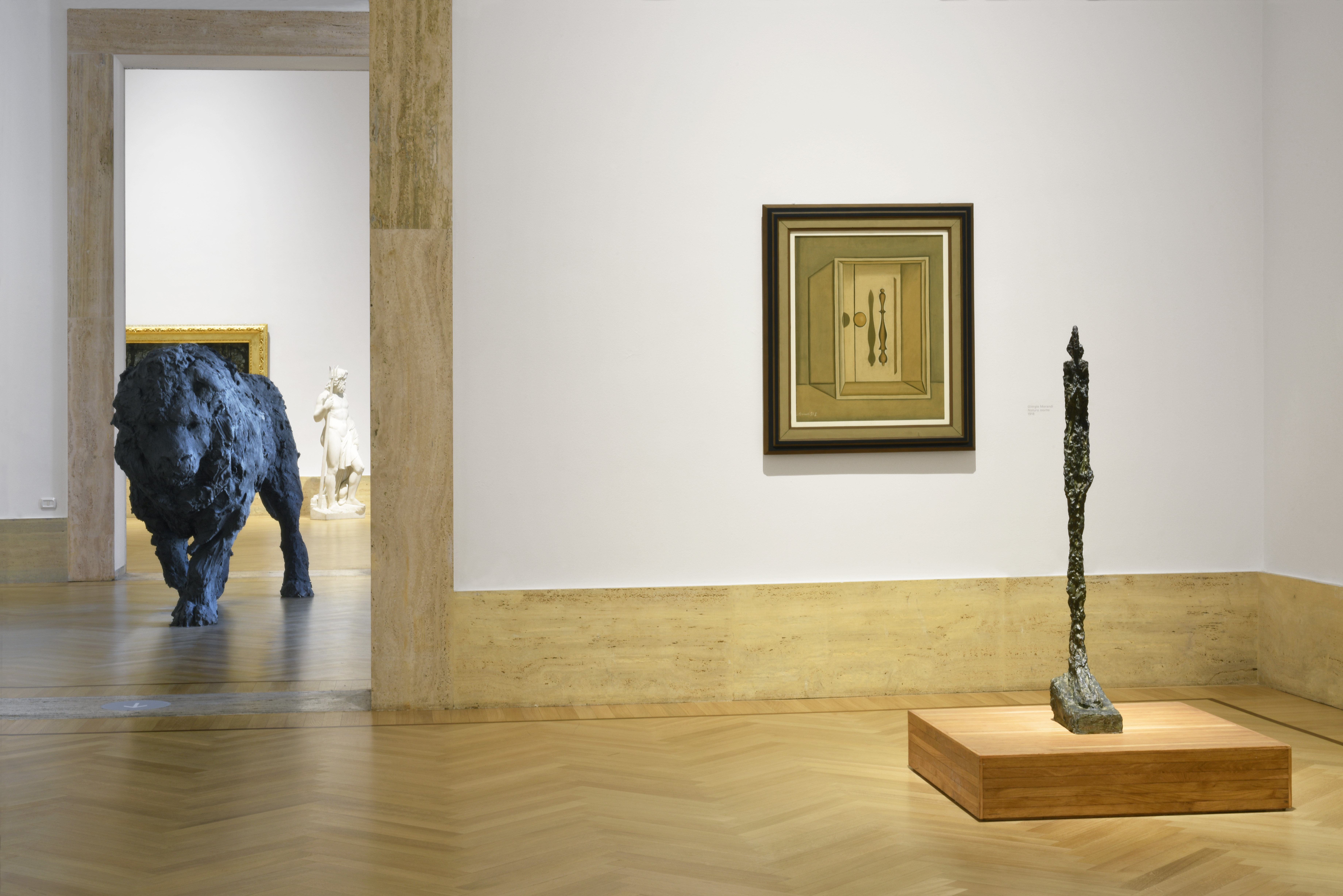
Leone, bronzo, La Galleria Nazionale, 2019

Davide Rivalta (Bologna, 31 luglio 1974) è uno scultore e artista italiano.

## Biografia
Nato a Bologna nel 1974, si è diplomato all'Accademia di Belle Arti di Bologna nel 1996 e ha poi studiato all'Akademie der Bildenden Künste di Monaco di Baviera con Cristina Iglesias fra il 1997 e il 1998. Vive e lavora a Bologna, dove dal 2004 insegna nella stessa accademia in cui si è formato.
Dopo un iniziale interesse per la figura umana, Rivalta ha focalizzato la sua ricerca sullo studio e sulla realizzazione di sculture ispirate al mondo animale. In particolare, a partire da fotografie scattate in allevamenti e in giardini zoologici, realizza grandi sculture di animali inizialmente in resina, successivamente soprattutto in bronzo, ma anche in alluminio o acciaio inossidabile, che poi vengono collocate nel paesaggio urbano, in modo da creare un dialogo tra la natura e la realtà antropizzata che simboleggi il riappropriarsi del luogo da parte dell'animale. A margine dell'attività principale di scultore, realizza anche disegni e dipinti, oltre alle fotografie preparatorie per le sculture. Per la realizzazione delle sue sculture collabora stabilmente con la Fonderia de Carli, dove ha anche un deposito degli stampi.
L'evento che ha segnato l'inizio della sua carriera artistica è stato la vittoria del concorso per l'inserimento di un'opera d'arte nel cortile del Palazzo di Giustizia di Ravenna nel 1998. Le sue opere sono permanentemente collocate in diversi luoghi di Ravenna (oltre al Palazzo di Giustizia, anche l'Autorità portuale, il Museo nazionale e Sant'Apollinare in Classe), nei Palazzi del Podestà e dell'Arengo di Rimini, presso la scuola media di Uggiate Trevano in provincia di Como, al Centro natatorio di Trieste e nella Rocca Estense di San Martino in Rio in provincia di Reggio nell'Emilia, dal 2018 in Place Pury, di fronte alla Chiesa Collegiata e davanti alla Biblioteca Universitaria presso Neuchâtel, dal 2020 a Notre-Dame-de-Vie a Mougins. Dal 2019 due suoi Leoni sono collocati sotto la Loggia delle Regioni al Palazzo del Quirinale e un Cavallo nella Tenuta presidenziale di Castelporziano nell'ambito del progetto Quirinale contemporaneo.
Le sue opere sono state esposte in diversi musei e gallerie d'Italia ed Europa: Galleria d'arte moderna di Bologna (2005), MAN di Nuoro (2005), MARCA di Catanzaro (2008), Galleria comunale d’arte contemporanea di Monfalcone (2008 e 2009), Galleria civica di Modena (2010), Museo d'arte moderna di Bologna (2010) e Galleria civica di Trento (2014), nonché alla Fondazione Lanfranco Baldi di Pelago (2005 e 2010), alla Künstlerhaus Palais Thurn und Taxis di Bregenz (2006), alla Strozzina di Firenze (2009), a Villa Romana di Firenze (2011) e al Museo della Basilica di Santa Maria delle Grazie di San Giovanni Valdarno in provincia di Arezzo.

Rinoceronte, bronzo, Antibes, 2017

Aquila, bronzo, Gstaad, Rivalta, 2018

Negli anni 2010 il suo lavoro è stato incluso in numerose collettive tra cui la prima Aichi Triennale, Arts and Cities, a Nagoya (2010), Modus, evento collaterale della LVII Esposizione internazionale d'arte di Venezia (2017), Time is Out of Joint, a cura di Cristiana Collu e Saretto Cincinelli, alla Galleria Nazionale d'Arte Moderna di Roma (2017), Animalia/Umbracula alla XXII Triennale di Milano (2019), Back to Nature, a cura di Costantino D'Orazio, nel parco di Villa Borghese ancora a Roma (2020) e Un sogno fatto a Mantova a Palazzo Te di Mantova. Nel 2017 ha iniziato a collocare le proprie opere negli ambienti urbani: prima ad Antibes, quindi, nel 2018, a Neuchâtel e Gstaad, e nel 2020 a Mougins.
Tra le mostre personali si ricordano Terre promesse, a cura di Pier Luigi Tazzi, a Ravenna (2012),  My Land al Forte Belvedere di Firenze (2019) a cura di Saretto Cincinelli, Laboratorium e poi Paesaggi irrituali alla biennale Scultura diffusa di Pinerolo (2021-2022), Sogni di gloria al Castello di Brescia (2023) a cura di Davide Ferri e Grazing in Lucan nel parco di Lucan House a Dublino (2023).

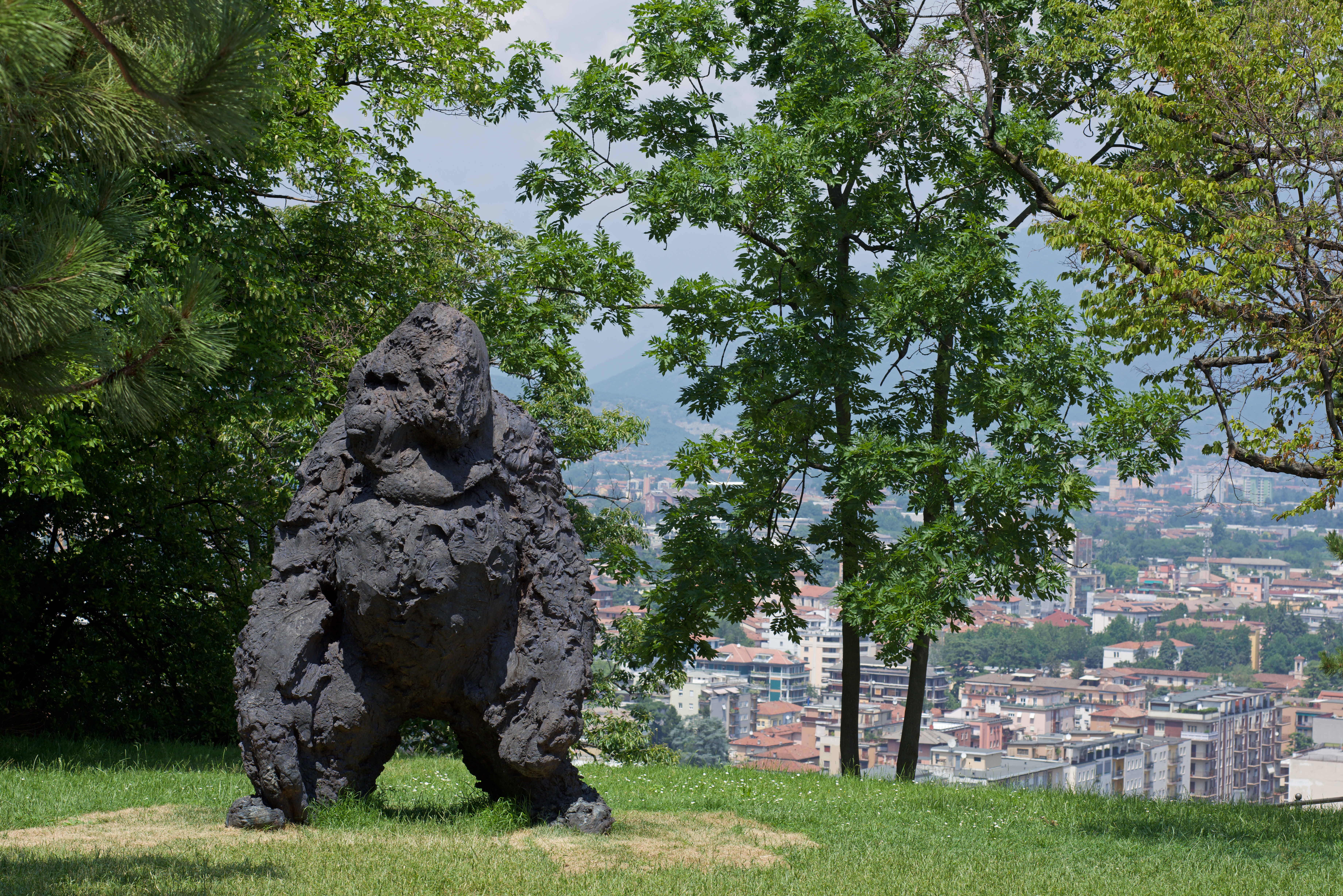
Orangutan, bronzo, Castello di Brescia, 2023

Fra gli altri hanno scritto di lui: Pier Luigi Tazzi, Cristiana Collu, Angelika Stepken, Marinella Paderni, Alessandro Sarri, Davide Ferri, Sergio Risaliti, Margherita Depilati, Eleonora Frattorolo, Gabriele Detter, Guido Molinari, Saretto Cincinelli, Renata Cristina Mazzantini, Leonardo Caffo.

Bufale, bronzo, Lucan House, Dublin, 2023